# Thomsonisca
Thomsonisca is een geslacht van vliesvleugeligen uit de familie Encyrtidae. De wetenschappelijke naam van dit geslacht is voor het eerst geldig gepubliceerd in 1946 door Ghesquière.

## Soorten
Het geslacht Thomsonisca omvat de volgende soorten:
- Thomsonisca amathus (Walker, 1838)
- Thomsonisca indica Hayat, 1970
- Thomsonisca mangiferae Sushil & Khan, 1994
- Thomsonisca pakistanensis (Ahmad, 1970)
- Thomsonisca pallipes (Chumakova, 1957)
- Thomsonisca sankarani Subba Rao, 1979
- Thomsonisca shutovae (Trjapitzin, 1963)